# Corteo nuziale
Il Corteo nuziale è un dipinto a olio su tavola (61,5x114,4 cm) attribuito a Pieter Bruegel il Vecchio, databile al 1566 circa e conservato nel Musée de la Ville de Bruxelles nella Maison du Roi.

## Storia
L'opera, non firmata né datata, è nota solo dal 1830, quando entrò nelle collezioni di Northwick Park. Di difficile accesso per gli studiosi, nel 1965 entrò in possesso di un mercante di Bruxelles dopo essere stata messa all'asta da Christie's a Londra. Una volta entrata nelle collezioni comunali fu ripulita dai ritocchi e analizzata, rivelando caratteristiche che ne hanno comprovato l'autografia, come una serie di ripensamenti che si trovano solo nelle opere originali, non nelle copie.

## Descrizione e stile
Su una strada di campagna un corteo nuziale si avvia verso un villaggio. Sposo e sposa sono divisi come da consuetudine in due gruppi, rispettivamente maschile e femminile, ciascuno guidato da un suonatore di zampogna. Lo sposo si trova all'inizio del corteo, inquadrato tra due fusti d'albero, la sposa invece si riconosce al centro, con la crinolina nuziale e accompagnata da due valletti. Alcune notazioni sono particolarmente realistiche, come il cane che si volta verso il suonatore, il contadino che interrompe il lavoro per assistere al passaggio, i carri dei partecipanti fermati davanti alle case. la narrazione dell'evento festoso diventa quindi l'occasione per indagare abitudini e aspetti del mondo contadino, presentando una galleria di tipi e attitudini umane.
I personaggi sono colti nella loro spontanea quotidianità, mentre chiacchierano e si avvicinano tra loro informalmente, per scambiarsi opinioni e commenti. Nello sfondo si vedono alcune case e, al centro, un mulino a vento, in asse col suonatore in primo piano. Il piatto paesaggio della pianura olandese si perde fino all'orizzonte, oltre il quale si stende un cielo acquoso, solcato dalle nubi.